# 河原町妻入商家群

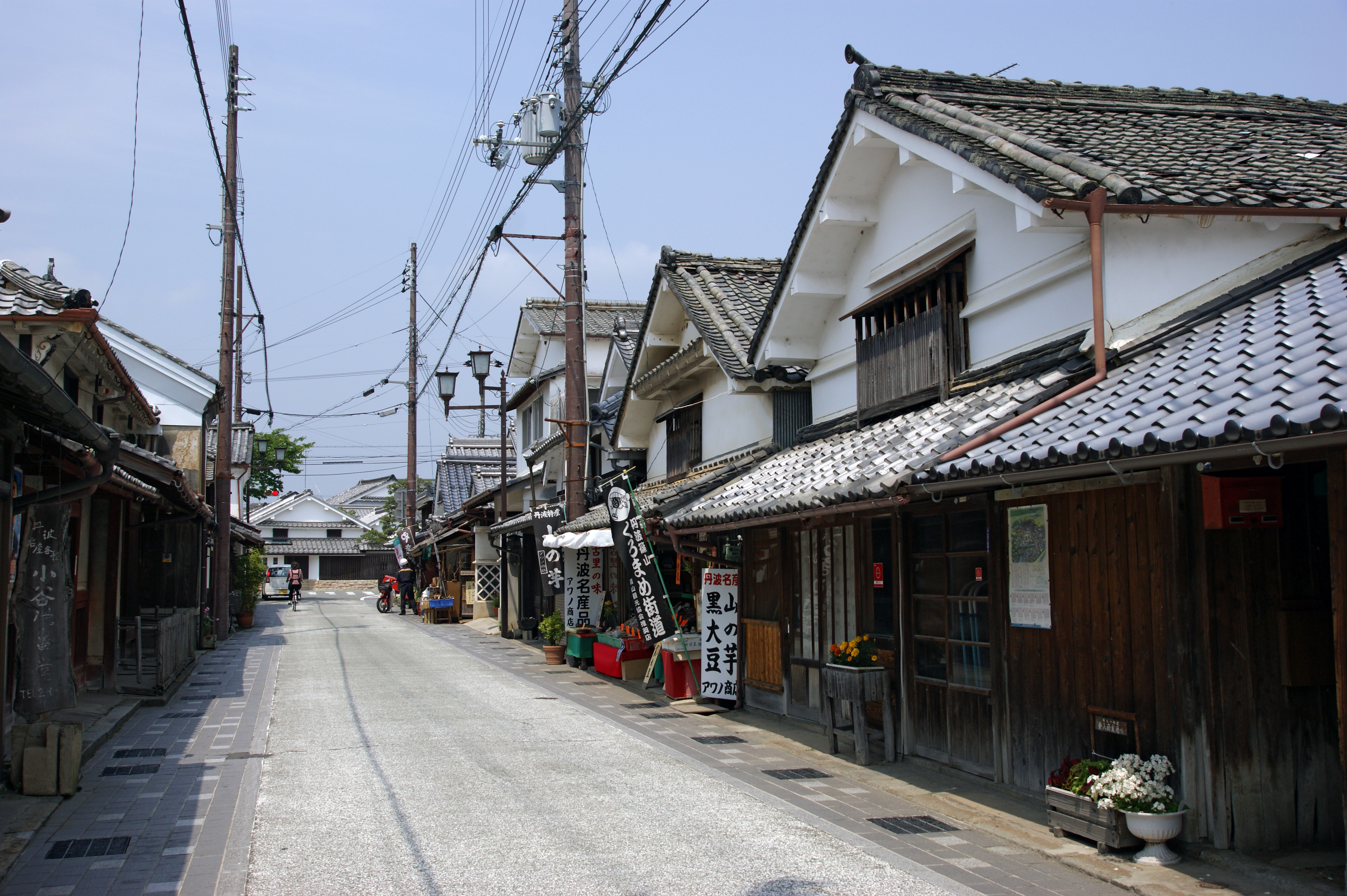
河原町妻入商家群

河原町妻入商家群（かわらまちつまいりしょうかぐん）は、兵庫県丹波篠山市にある篠山市篠山伝統的建造物群保存地区のうち、河原町と小川町を中心とした商家を中心とした地区の名称。

## 特色
京街道に沿って丹波地域に特有の妻入りの商家が立ち並び、近世から近代にかけての町並みをよく保存している。2021年（令和3年）に電柱地中化がなされた。
河原町の南側の裏道（土手裏）には、篠山の怪談七不思議のひとつである「土手裏のおちょぼ」の伝承が残る。

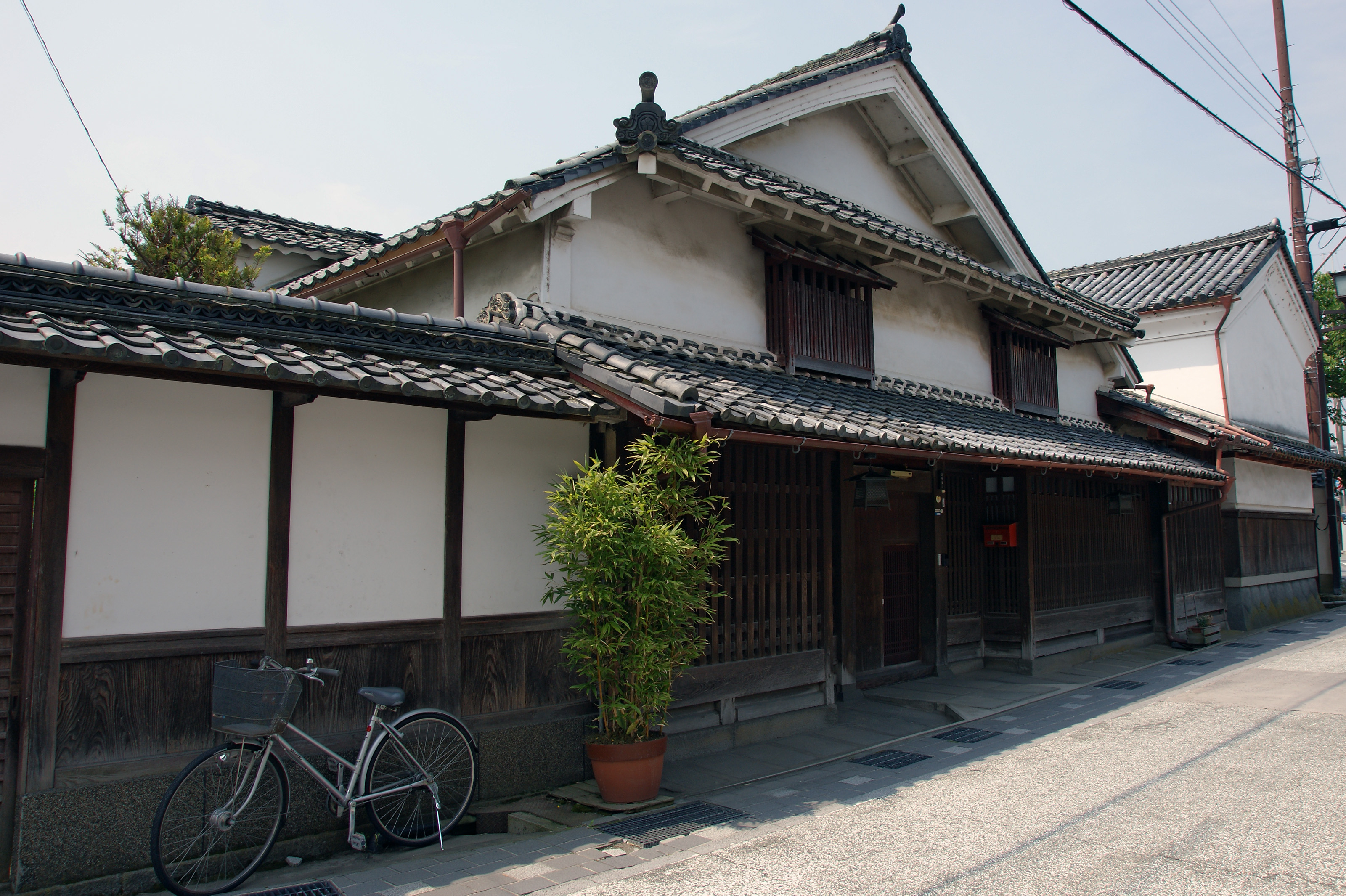
西坂家住宅
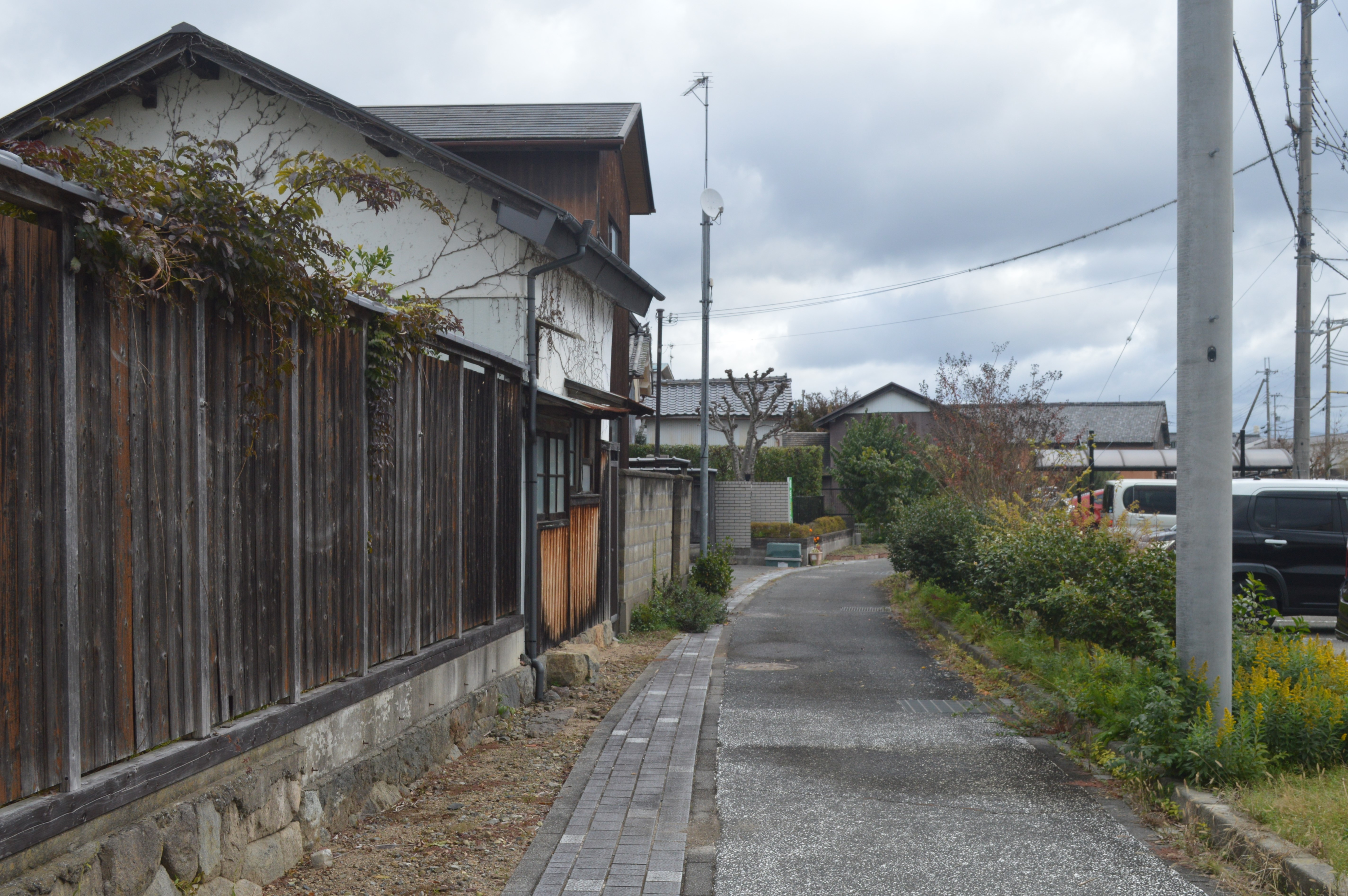
「土手裏のおちょぼ」の伝承が残る裏道

## 地区内の主な施設
- 西坂家住宅 - 商家建築（醤油屋）、妻入り、篠山市指定文化財
- 川端家住宅 - 商家建築、平入り、入母屋造、篠山市指定文化財
- 観音寺
- 真福寺
- 丹波古陶館
- 能楽資料館